# Ida Gramcko
Ida Gramcko (Puerto Cabello, 1924 - Caracas, 1994) là một nhà tiểu luận và nhà thơ người Venezuela. Chị gái của bà, Elsa Gramcko, là một nhà điêu khắc và họa sĩ trừu tượng. Cô là người nhận giải thưởng quốc gia về văn học.

## Ấn phẩm
- Ngưỡng (1941)
- Nhà kính (1944)
- Chống lại trái tim trần trụi của Thiên đường (1944)
- Cây đũa thần (1948)
- Thơ (1952)
- Maria Lionza (1955) kịch thơ
- Những bài thơ của một kẻ tâm thần (1964)
- Những lời xì xào nhất (năm 1965)
- Mặt trời và nỗi cô đơn (1966)
- Tảng đá này (1967, văn xuôi và thơ)
- Thánh vịnh (1968)
- 0 độ Bắc Franco (1969)
- Các mỹ nhân, những người ăn xin, những anh hùng: Thơ, 1958 (1970)
- Sonnets of Origin (1972)
- Những cuộc lang thang và tìm thấy. Nhân chủng học (1972)
- Công việc, kiến thức, công ty (1973)
- Thiên thần Salto (1985)
- Tác phẩm được chọn (1988)
- Treno (1993)